# ذا ليون أند ذا كوبرا
ألبوم ذا ليون اند ذا كوبرا هو ألبوم موسيقي أشتهرت به المغنية الايرلندية سينيد أكونور.
ذا ليون أند ذا كوبرا هو أول ألبوم عام 1987 للمغنية الأيرلندية سينيد أكونور، البالغة من العمر 20 عامًا، قدمت الألبوم أثناء حملها الشديد مع طفلها الأول.
تم أخذ صورة أوكونور على غلاف الألبوم من قبل المصور الفوتغرافي كيت غارنر احد أعضاء فرقة البوب البريطانية هايزي فانتازي في ذلك الوقت.

## وصلات خارجية
- ذا ليون أند ذا كوبرا على موقع أول موفي (الإنجليزية)